# Protologue
Ne doit pas être confondu avec Proctologue.
Un protologue, en taxinomie, est l'ensemble des informations associées au nom scientifique d'un taxon lors de sa première publication valide, aussi appelée publication originale. Le protologue peut contenir une diagnose, une description, des illustrations, des références, la synonymie, des données géographiques et citations de spécimens. Ceux-ci sont les types associés au nom du taxon.